# Нижняя Морозиха
Нижняя Морозиха — деревня в Троснянском районе Орловской области. Входит в состав Троснянского сельского поселения. Население — 139 чел. (2010).

## География
Нижняя Морозиха находится в юго-восточной части области на Среднерусской возвышенности.
Часовой пояс
деревня Нижняя Морозиха, как и вся Орловская область, находится в часовой зоне МСК (московское время). Смещение применяемого времени относительно UTC составляет +3:00.

## Население
| 2002 | 2010 |
| ---- | ---- |
| 142  | ↘139 |

Национальный состав
Согласно результатам переписи 2002 года, в национальной структуре населения русские составляли 92 % от общей численности населения в  142 жителей